# Ramiro (piłkarz)
Ramiro Moschen Benetti (ur. 22 maja 1993 w Gramado) – brazylijski piłkarz pochodzenia włoskiego występujący na pozycji środkowego, prawego lub defensywnego pomocnika, od 2023 roku zawodnik Cruzeiro.